# Schneeschaf
Das Schneeschaf (Ovis nivicola) ist eine Art der Schafe (Ovis) im Nordosten von Sibirien.

## Merkmale
Schneeschafe erreichen eine Kopf-Rumpf-Länge von 140 bis 160 Zentimetern, der Schwanz ist etwa 10 Zentimeter lang. Die Schulterhöhe beträgt rund 95 bis 110 Zentimeter und das Gewicht 60 bis 120 Kilogramm. Das Fell ist im Sommer graubraun gefärbt, im Winter wird es wollig und nimmt eine hellbraune Färbung an. Die Vorderseiten der Beine sind dunkelbraun, in der Gesäßregion befindet sich ein heller Fleck. Die Nase ist weiß gefärbt und kontrastiert mit dem übrigen, dunklen Kopf. Die Ohren sind klein und dunkelgrau. Beide Geschlechter tragen Hörner, diese sind jedoch deutlich leichter als die der eng verwandten Dickhornschafe. Die Hörner der Männchen werden bis zu 90 Zentimeter lang, sie drehen sich nach hinten, nach unten und um die Ohren wieder nach oben und können bei alten Männchen eine zweite Drehung beginnen. Die Hörner der Weibchen sind deutlich leichter und ragen säbelartig nach hinten.

## Verbreitung und Lebensraum

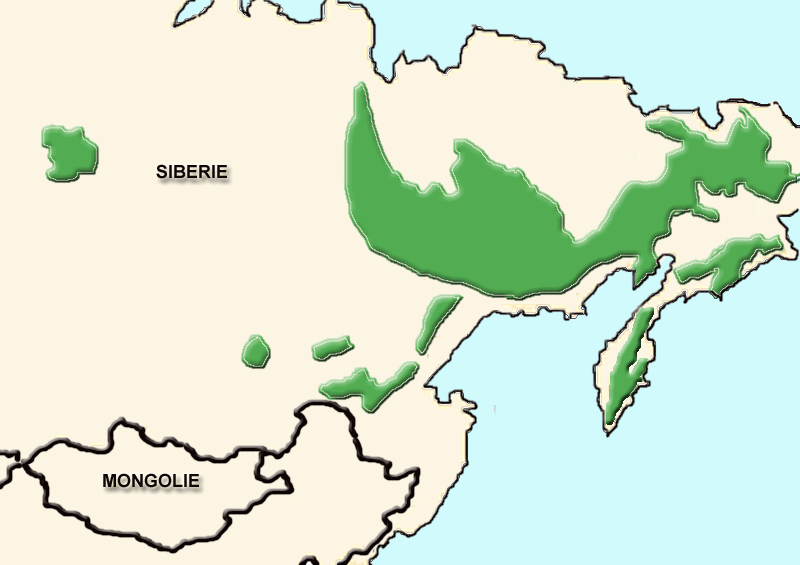
Verbreitungskarte

Schneeschafe bewohnen die Gebirge im nordöstlichen Sibirien. Eine isolierte Populationen, die Unterart O. n. borealis, bewohnt das Putoranagebirge, die übrigen Tiere leben östlich der Lena bis nach Tschukotka und Kamtschatka. 

## Lebensweise
Schneeschafe sind geschickte Kletterer, die mit felsigem, unwegsamem Terrain gut zurechtkommen. Sie leben in großen Gruppen, die üblicherweise nach Geschlechtern getrennt sind. In den Männchengruppen bildet sich eine Rangordnung hauptsächlich aufgrund der Größe der Hörner, die meist auch während der Paarungssaison eingehalten wird – höherrangige Tiere kommen häufiger bei der Fortpflanzung zum Zug. Haben zwei Männchen annähernd gleich große Hörner, kommt es zum Kampf. Dabei gehen die Tiere mit gesenktem Kopf aufeinander los und stoßen mit ihren Hörnern zusammen.
Schneeschafe sind Pflanzenfresser, die sich von Gräsern und Flechten ernähren.

## Fortpflanzung
Nach einer Tragzeit von rund 8,5 Monaten bringt das Weibchen meist ein einzelnes Jungtier zur Welt. Dieses wird mit 4 bis 6 Monaten entwöhnt. Die Geschlechtsreife tritt bei Weibchen mit 2 und bei Männchen mit rund 5 Jahren ein. Die Lebenserwartung beträgt etwa 9 Jahre.

## Systematik und Benennung
Das Schneeschaf ist eine Art der Gattung der Schafe (Ovis). Es ist enger mit den nordamerikanischen Schafen (Dickhornschaf und Dall-Schaf) als mit den anderen asiatischen Schafarten verwandt. Manchmal wurde es sogar mit dem Dickhornschaf zu einer Art zusammengefasst.
Auch das Dall-Schaf findet sich manchmal unter der Bezeichnung „Schneeschaf“. Zur Abgrenzung von diesem wird das Schneeschaf auch als Sibirisches Schneeschaf oder Kamtschatka-Schneeschaf bezeichnet.
Die Klassifizierung der Unterarten war lange Zeit unklar. Colin P. Groves und Peter Grubb listeten im Jahr 2011 insgesamt sieben Unterarten auf, konnten aber nur wenige definierende Unterschiede ausmachen. Im gleichen Jahr erkannte Groves gemeinsam mit David M. Leslie im zweiten Band des Standardwerkes Handbook of the Mammals of the World vier Unterarten an:
- O. n. borealis (Putorana-Schneeschaf); im Putoranagebirge
- O. n. koriakorum (Koryak-Scheeschaf); im Korjakengebirge im Autonomen Kreis der Korjaken im Norden der Halbinsel Kamtschatka
- O. n. lydekkeri (Jakutien-Schneeschaf); in Jakutien bis zur Kolyma
- O. n. nivicola (Kamtschatka-Schneeschaf); auf der Kamtschatka-Halbinsel südlich von 60 Grad nördlicher Breite

Andere Autoren wie Don E. Wilson und DeeAnn M. Reeder wiesen im Jahr 2005 O. n. kodarensis aus dem Kodargebirge anstatt O. n. lydekkeri als valide Unterart aus. Genetische Untersuchungen aus dem Jahr 2021 an über 100 Schneeschafen aus dem Großteil des Verbreitungsgebietes bestätigten die Existenz von vier Unterarten, wie sie zuletzt von Groves und Leslie postuliert worden waren. Gleichzeitig führten sie eine Population vom Charaulachrücken bei Tiksi als gesondert auf, die wohl eine eigenständige Unterart repräsentiert. Die Gruppe war zuvor schon als genetisch und geographisch isoliert erkannt worden.

## Gefährdung

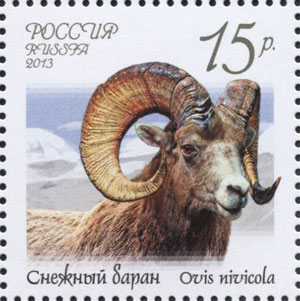
Abbildung auf einer russischen Briefmarke

Hauptgefahr für das Schneeschaf stellt die Jagd dar. Genaue Angaben zum Gefährdungsgrad lassen sich aber nicht machen, die IUCN listet die Art als nicht gefährdet. Lediglich die isolierte Population des Putoranagebirges (O. n. borealis) wird als „gefährdet“ (vulnerable) gelistet.